# Regnière-Écluse
Regnière-Écluse là một xã ở tỉnh Somme, vùng Hauts-de-France, Pháp.

## Địa lý
Thị trấn này có cự ly khoảng 14 dặm Anh về phía bắc của Abbeville, trên đường D938 và xung quanh là rừng Crécy

## Dân số
| 1962                                                         | 1968 | 1975 | 1982 | 1990 | 1999 |
| ------------------------------------------------------------ | ---- | ---- | ---- | ---- | ---- |
| 146                                                          | 157  | 154  | 120  | 125  | 122  |
| Số liệu điều tra dân số từ năm 1962, dân số không tính trùng |      |      |      |      |      |